# Only a Woman Like You
Only a Woman Like You è un album discografico in studio del cantante statunitense Michael Bolton, pubblicato nel 2002.

## Tracce
1. Dance with Me (Bolton, Haase, Mann)
2. I Wanna Hear You Say It (Bolton, Mann, Perez)
3. Only a Woman Like You (Bolton, Richard M. Sherman, Robert B. Sherman)
4. All That You Deserve (Bolton, Andy Goldmark, Hex Hector)
5. Love with My Eyes Closed (Walter Afanasieff, Bolton, Mann)
6. To Feel Again (Bolton, Burr, Desmond Child)
7. The Center of My Heart (Afanasieff, Bolton, Mann)
8. This Is the Way (Bolton, Goldmark)
9. Simply (Bolton, Goldmark, Mueller)
10. Slowly (Bolton, Hill, Richard Marx)
11. I Surrender (Bolton, Marx)
12. All for Love (versione di Somente Por Amor di Marcos Vianna)

## Classifiche

### Album
| Classifica (2002)     | Posizione massima |
| --------------------- | ----------------- |
| Billboard 200         | 36                |
| Official Albums Chart | 19                |

### Singoli
| Anno | Singolo                 | Classifica                    | Posizione massima |
| ---- | ----------------------- | ----------------------------- | ----------------- |
| 2002 | "Dance with Me"         | Hot Adult Contemporary Tracks | 21                |
| 2002 | "Only a Woman Like You" | Hot Adult Contemporary Tracks | 5                 |